# Fatéma Hal
Fatéma Hal, née le 5 février 1952 à Oujda (Maroc), est une cheffe cuisinière marocaine.

## Biographie
Elle est née en 1952, à Oujda, ville marocaine de l'oriental. Elle est élevée par sa mère. À l'âge de 18 ans, en 1970, elle quitte son pays natal pour émigrer en France, et se marier avec un lointain cousin, choisi par sa famille. Ils s’installent en banlieue parisienne, à Garges-lès-Gonesse, dans le Val-d'Oise, dans une HLM. Elle a très vite trois enfants, mais décide de faire jouer l’équivalence de son baccalauréat et de reprendre des études. Elle entame des études de littérature arabe à l'université de Vincennes (université Paris-VIII). Elle prolonge ensuite ses études à l'École pratique des hautes études. Elle choisit cette école pour la présence de Germaine Tillion, mais celle-ci venait d’y être remplacée par Camille Lacoste-Dujardin. Elle en sort diplômée en anthropologie en 1979. En même temps, divorcée de son mari en 1978, elle fait des petits boulots, et notamment, elle cuisine et vend des plats, élaborés selon des recettes familiales, pour gagner sa vie,,. Elle se bat également pour la cause féminine, travaille pour l’Agence pour le développement des relations interculturelles, sert d'interprète arabe-français dans les hôpitaux et les centres de Protection maternelle et infantile, fait aussi de l'animation culturelle, donne des cours d'arabe dans les banlieues, etc..

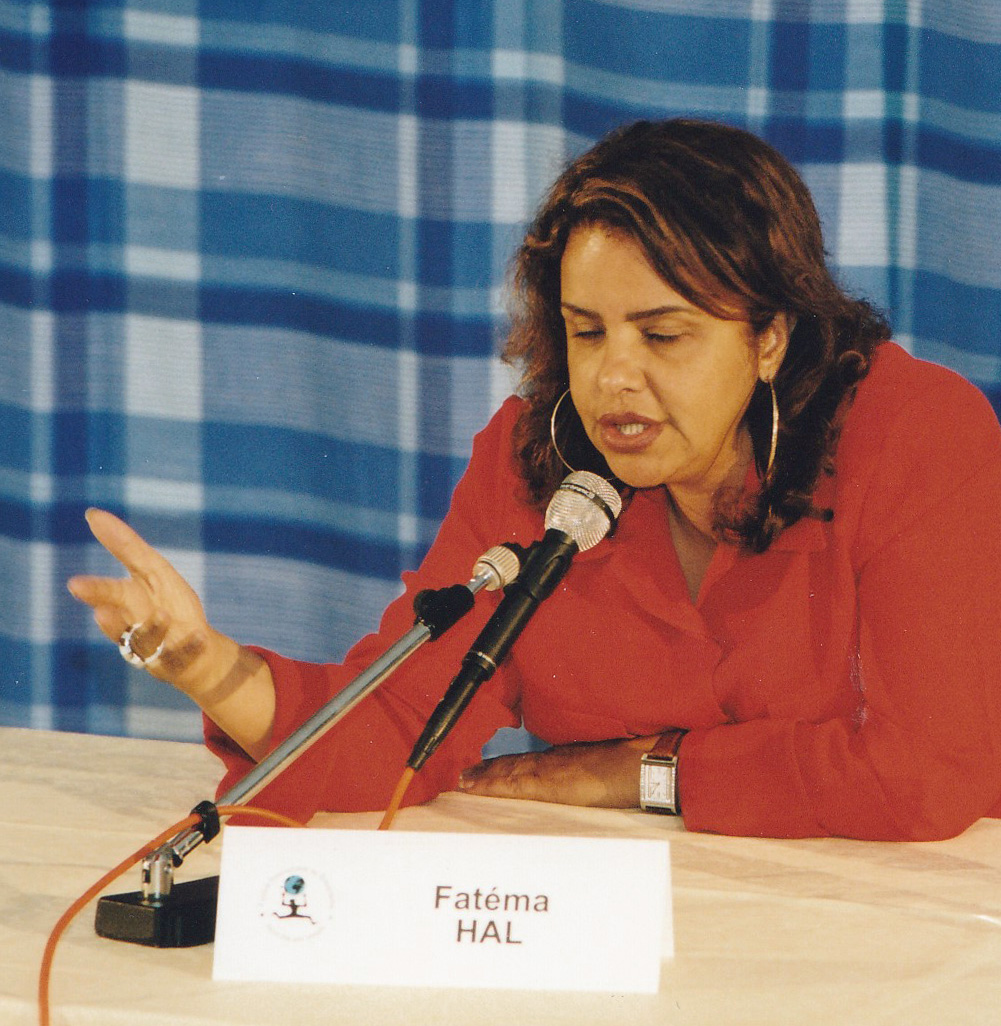
Fatéma Hal au Festival international de géographie en 2002.

Repérée par l’équipe d’Yvette Roudy, elle devient ensuite pendant quelques mois (le temps d'un CDD), en 1983, conseillère au ministère des droits de la femme,.
Puis en 1984, elle décide d’ouvrir un restaurant dans le 11e arrondissement de Paris, le Mansouria (prénom de sa mère), qu’elle finance grâce à un système de tontine, en vendant des repas à l’avance,. Elle y fait une cuisine marocaine raffinée et traditionnelle. Le Président François Mitterrand y appréciait notamment, dit-on, de la pastilla au pigeon. Le lieu lui sert aussi de siège pour une association qu'elle a fondée, formant des jeunes femmes défavorisées à la cuisine. Ce restaurant fait d'elle une « ambassadrice de la cuisine marocaine »,. Elle écrit également des livres, une petite vingtaine, dont des livres de recette (mais pas uniquement). Elle donne des conférences et intervient dans des émissions de la télévision marocaine,. Elle dirige également, dans les années 2010, les cuisines du restaurant gastronomique marocain de La Cour des Lions, au dernier étage du Palace Es Saadi à Marrakech,.

## Principales publications (sélection)
- 1995 : Les Saveurs et les gestes, Stock[4].
- 2000 : Le Livre du couscous, Hachette pratique[4].
- 2005 : Le Grand Livre de la cuisine marocaine, Hachette[4].
- 2007 : Ramadan, la cuisine du partage, photographies d'Erick Bonnier, éditions Agnès Viénot[4].
- 2011 : Fille des frontières, Éditions Philippe Rey [Mémoires][13],[14].
- 2018 : Le discours amoureux des épices, Zellige éditions [Roman][15].